# 藤川站
藤川站（日语：／ Fujikawa eki */?）是位於日本愛知縣岡崎市藤川町，屬於名古屋鐵道名古屋本線的鐵路車站。車站編號為NH10。

## 車站構造
此站為可停靠4節編組的對向式月台2面2線地面車站，在引入車站集中管理系統（管理站為國府站）後變為無人站。6節編組的各站停車停靠時後2節會採用選擇性車門操作。
| 月台 | 路線       | 方向 | 目的地                 |
| ---- | ---------- | ---- | ---------------------- |
| 1    | 名古屋本線 | 下行 | 東岡崎、名鐵名古屋方向 |
| 2    | 名古屋本線 | 上行 | 豐橋、豐川稻荷方向     |

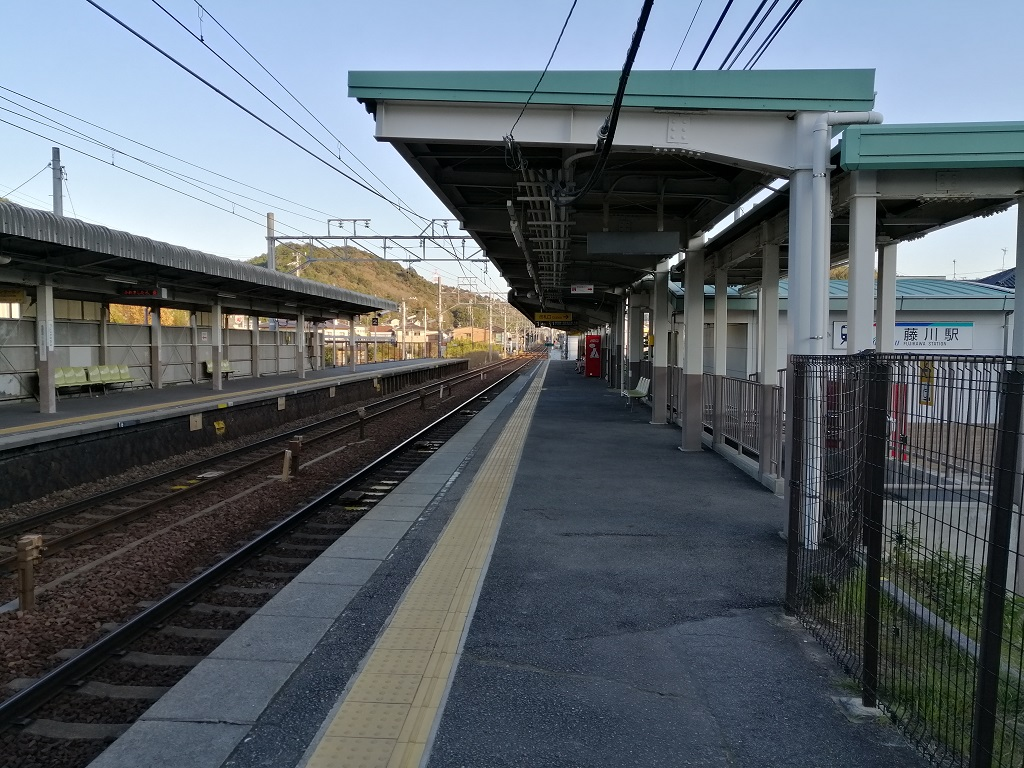
月台
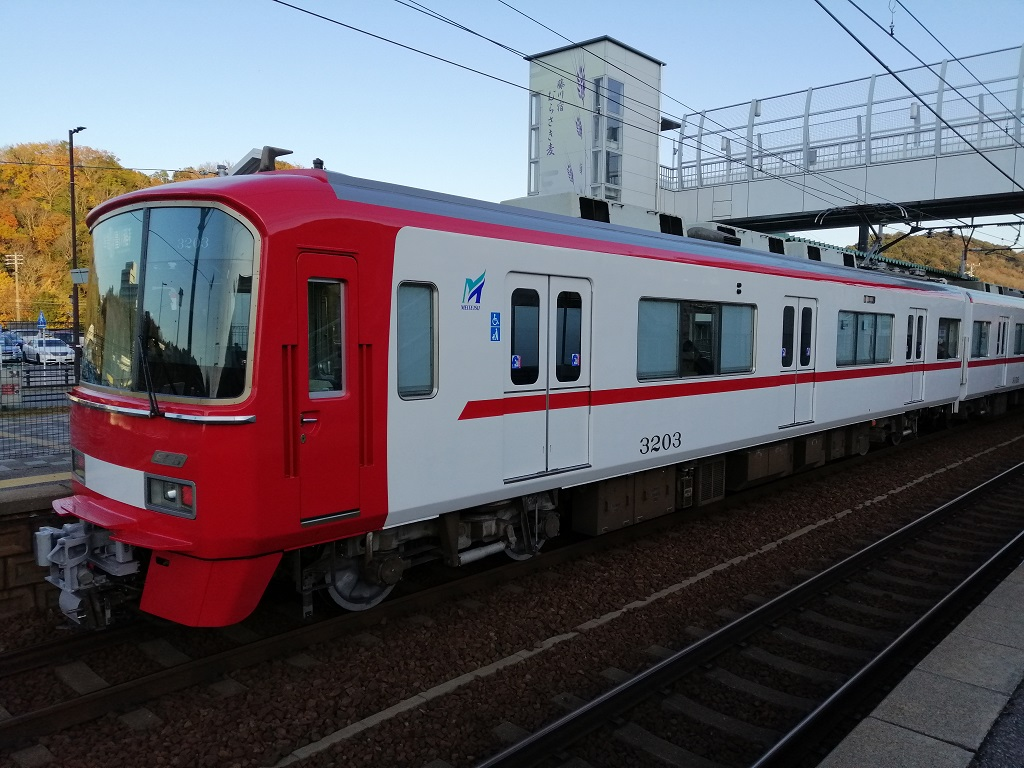
停車中的3203
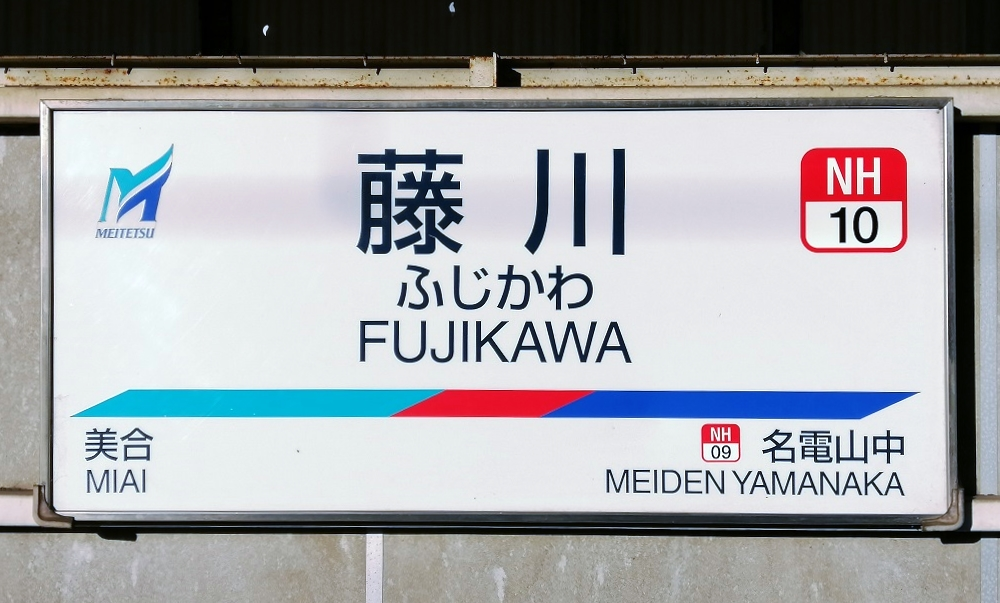
站名牌

### 配線圖
| ← 豐橋方向      | 藤川站 構內配線略圖 | → 東岡崎、 名古屋方向 |
| 图例 参考文献： |                     |                       |

## 使用情況
| 年度               | 1日平均 上車人次 |
| ------------------ | ---------------- |
| 2012年（平成24年） | 4,499            |
| 2013年（平成25年） | 4,948            |
| 2014年（平成26年） | 4,757            |
| 2015年（平成27年） | 4,880            |
| 2016年（平成28年） | 4,773            |
| 2017年（平成29年） | 4,891            |
| 2018年（平成30年） | 5,579            |

## 相鄰車站
名古屋鐵道
 名古屋本線
□快速特急、■特急、■急行
通過
■準急
本宿（NH08）－藤川（NH10）－美合（NH11）
■普通
名電山中（NH09）－（舞木信號場）－藤川（NH10）－美合（NH11）

## 外部連結
- 藤川 - 名古屋鐵道